# تنیس در بازی‌های آسیایی ۲۰۱۸
تنیس یکی از ورزش‌های بازی‌های آسیایی ۲۰۱۸ است که از ۱۹ تا ۲۵ اوت ۲۰۱۸ برگزار شده است.
این مسابقات در ۳ بخش مردان (انفرادی و دو نفره)، زنان (انفرادی و دو نفره) و مختلط (دو نفره) در جاکابارینگ اسپورت سیتی، جاکارتا، اندونزی انجام شده است.

## کشورهای شرکت کننده
- چین (۱۲)
- چین تایپه (۱۱)
- تیمور شرقی (۲)
- هنگ کنگ (۸)
- هند (۱۰)
- اندونزی (۱۰)
- ایران (۵)
- ژاپن (۱۰)
- قزاقستان (۸)
- قرقیزستان (۳)
- لبنان (۲)
- مالدیو (۷)
- مغولستان (۸)
- نپال (۶)
- عمان (۲)
- پاکستان (۸)
- فیلیپین (۵)
- قطر (۲)
- کره جنوبی (۱۱)
- سری‌لانکا (۴)
- تایلند (۱۰)
- ازبکستان (۸)
- ویتنام (۶)

## خلاصه مدال‌ها

### جدول مدال‌ها
| رتبه  | کشور      | طلا | نقره | برنز | مجموع |
| ۱     | چین       | ۲   | ۲    | ۰    | ۴     |
| ۲     | هند       | ۱   | ۰    | ۲    | ۳     |
| ۳     | اندونزی   | ۱   | ۰    | ۰    | ۱     |
| ۳     | ازبکستان  | ۱   | ۰    | ۰    | ۱     |
| ۵     | قزاقستان  | ۰   | ۱    | ۲    | ۳     |
| ۶     | چین تایپه | ۰   | ۱    | ۱    | ۲     |
| ۷     | تایلند    | ۰   | ۱    | ۰    | ۱     |
| ۸     | ژاپن      | ۰   | ۰    | ۴    | ۴     |
| ۹     | کره جنوبی | ۰   | ۰    | ۱    | ۱     |
| مجموع | مجموع     | ۵   | ۵    | ۱۰   | ۱۵    |

### مدال‌آوران
| رویداد        | طلا                                             | نقره                                         | برنز                                         |
| انفرادی مردان | دنیس ایستومین · ازبکستان                        | Wu Yibing · چین                              | Prajnesh Gunneswaran · هند                   |
| انفرادی مردان | دنیس ایستومین · ازبکستان                        | Wu Yibing · چین                              | Lee Duck-hee · کره جنوبی                     |
| دونفره مردان  | هند · روهان بوپانا · دیویج شاران                | قزاقستان · Alexander Bublik · Denis Yevseyev | ژاپن · Sho Shimabukuro · Kaito Uesugi        |
| دونفره مردان  | هند · روهان بوپانا · دیویج شاران                | قزاقستان · Alexander Bublik · Denis Yevseyev | ژاپن · Yuya Ito · Yosuke Watanuki            |
| انفرادی زنان  | وانگ تیانگ · چین                                | ژانگ شوای · چین                              | Liang En-shuo · چین تایپه                    |
| انفرادی زنان  | وانگ تیانگ · چین                                | ژانگ شوای · چین                              | آنکیتا راینا · هند                           |
| دونفره زنان   | چین · شو ییفان · Yang Zhaoxuan                  | چین تایپه · چان هائو-چینگ · چان یانگ-جان     | قزاقستان · Gozal Ainitdinova · Anna Danilina |
| دونفره زنان   | چین · شو ییفان · Yang Zhaoxuan                  | چین تایپه · چان هائو-چینگ · چان یانگ-جان     | ژاپن · Miyu Kato · ماکوتو نینومیا            |
| دونفره مختلط  | اندونزی · Christopher Rungkat · Aldila Sutjiadi | تایلند · سونچات راتیواتانا · لوکسیکا کومکوم  | قزاقستان · الکساندر ندوویسوف · Anna Danilina |
| دونفره مختلط  | اندونزی · Christopher Rungkat · Aldila Sutjiadi | تایلند · سونچات راتیواتانا · لوکسیکا کومکوم  | ژاپن · Kaito Uesugi · Erina Hayashi          |